# Любви и славы ради
«Любви и славы ради» — кинофильм.

## Сюжет
Действие происходит во время Гражданской войны в США между северянами и южанами. Эндрю полюбил Ребекку, и они связали свои судьбы несмотря на запрет родителей Эндрю, ведь Ребекка из семьи бедняков, и это совсем на та пара, на которую они рассчитывали. Но для Эндрю чувства оказались важнее, и он ушёл из родительского дома. Казалось, теперь влюблённые смогут жить счастливо, но тут началась война, и жизни многих оказались разрушены.